# نورمان ك. أندرسون
نورمان ك. أندرسون (بالإنجليزية: Norman C. Anderson)‏ هو محامي وسياسي أمريكي، ولد في 11 مارس 1928. حزبياً، نشط في الحزب الديمقراطي. وقد انتخب عضو جمعية ولاية ويسكونسن.